# Димитър Неделчев
Димитър Неделчев или Неделчов, известен като Зограф Димитър (изписване до 1945 година: Димитъръ Недѣлчевъ), е български зограф от Македония, творил в XIX век.

## Биография
Роден е в неврокопското село Каракьой, тогава в Османската империя, днес Катафито, Гърция. В 1880 година Димитър Неделчев работи в църквата „Свети Атанасий“ в село Хърсово, като рисува Архангел Михаил на северната врата на иконостаса.
През 1885 година възстановява църквата „Свети Никола“ в Пирин върху основите на по-стар храм. От него е и иконата „Свети Архангел Михаил“ в църквата. Негова е иконата „Св. св. Кирил и Методий“ от „Успение Богородично“ в Хаджидимово.
През 1890 година рисува икони за църквата „Успение Богородично“ в село Либяхово. Заедно със Серги Георгиев Неделчев е автор на иконите от драмската катедрала „Въведение Богородично“, датирани в 1850, 1864, 1865 и 1871 година. В „Свети Димитър“ в Тешово е запазена негова икона на Св. св. Кирил и Методий от 1897 година.